# UTC+03:00

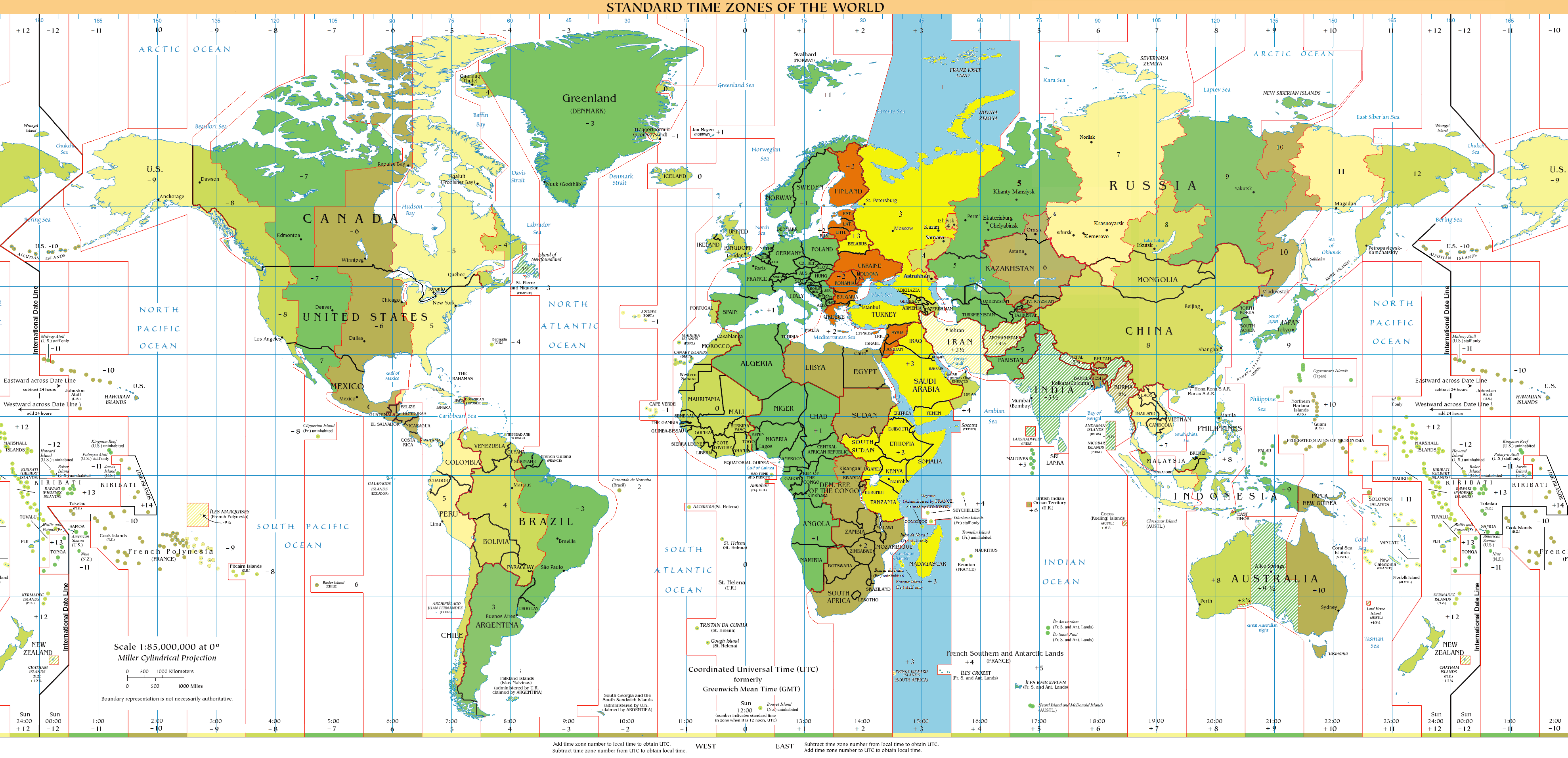
UTC+03:00

UTC+03:00 (C – Charlie) – strefa czasowa, odpowiadająca czasowi słonecznemu południka 45°E.
Do strefy czasowej UTC+03:00 należy czas moskiewski, czas wschodnioeuropejski letni (EEST, Eastern European Summer Time) i czas wschodnioafrykański (EAT, East Africa Time).
W strefie znajdują się m.in. Ankara, Bagdad, Chartum, Dar es Salaam, Moskwa, Nairobi, Petersburg i Rijad.

## Strefa całoroczna
Afryka:
- Dżibuti
- Erytrea
- Etiopia
- Francuskie Terytoria Południowe i Antarktyczne (Wyspy Rozproszone)
- Kenia
- Komory
- Madagaskar
- Majotta
- Somalia
- Sudan
- Sudan Południowy
- Tanzania
- Uganda

Azja:
- Arabia Saudyjska
- Bahrajn
- Irak
- Jemen
- Jordania
- Katar
- Kuwejt
- Syria
- Turcja

Europa:
- Białoruś
- Rosja (większość europejskiej części kraju; bez obwodu królewieckiego)

## Czas letni na półkuli północnej
Azja:
- Akrotiri i Dhekelia
- Cypr
- Cypr Północny[1]
- Izrael
- Liban
- Palestyna

Europa:
- Bułgaria
- Estonia
- Finlandia
- Grecja
- Litwa
- Łotwa
- Mołdawia
- Rumunia
- Ukraina